# Sangaku
Pour les articles homonymes, voir Sangaku (homonymie).

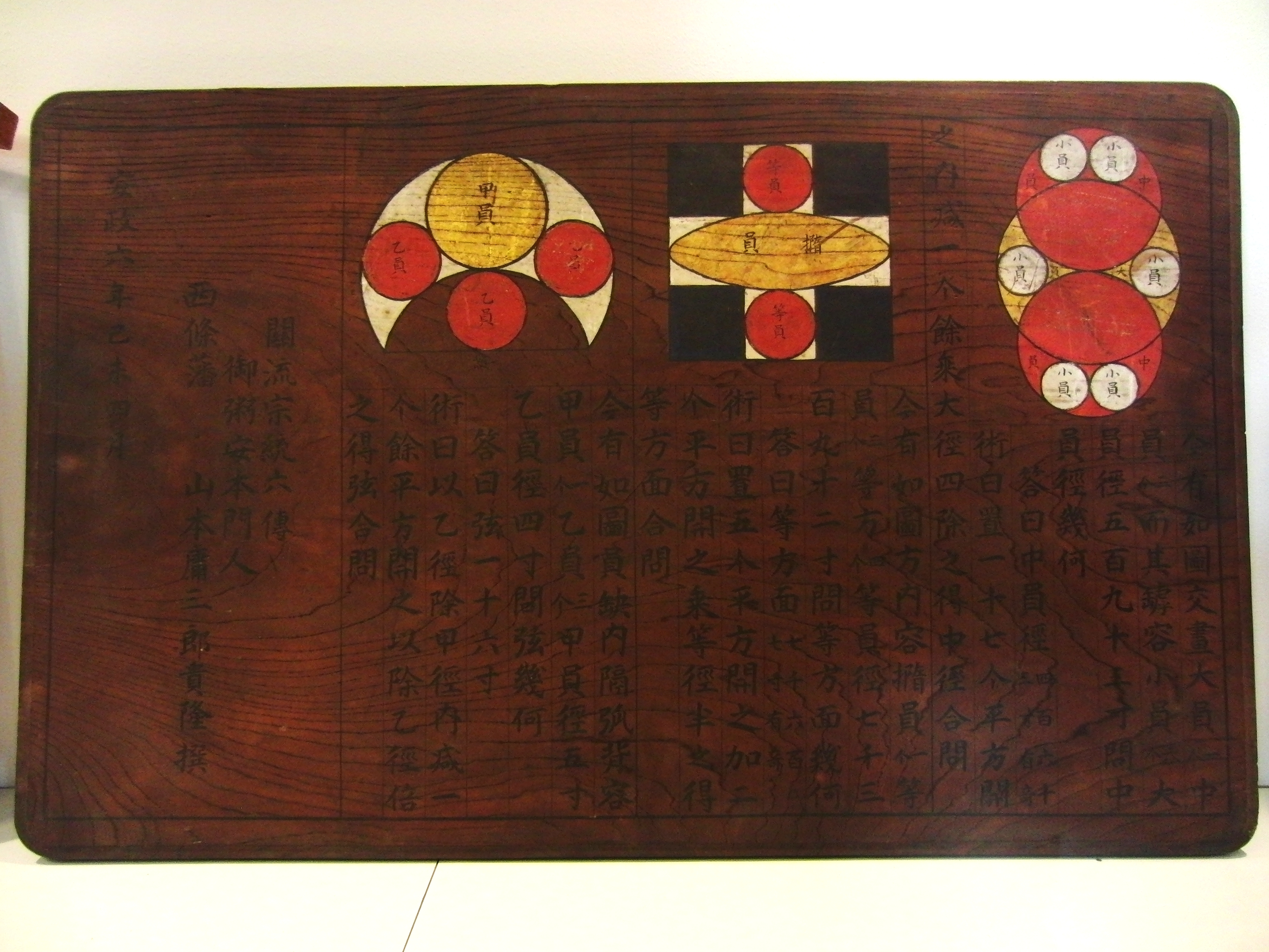
Exemple de sangaku.

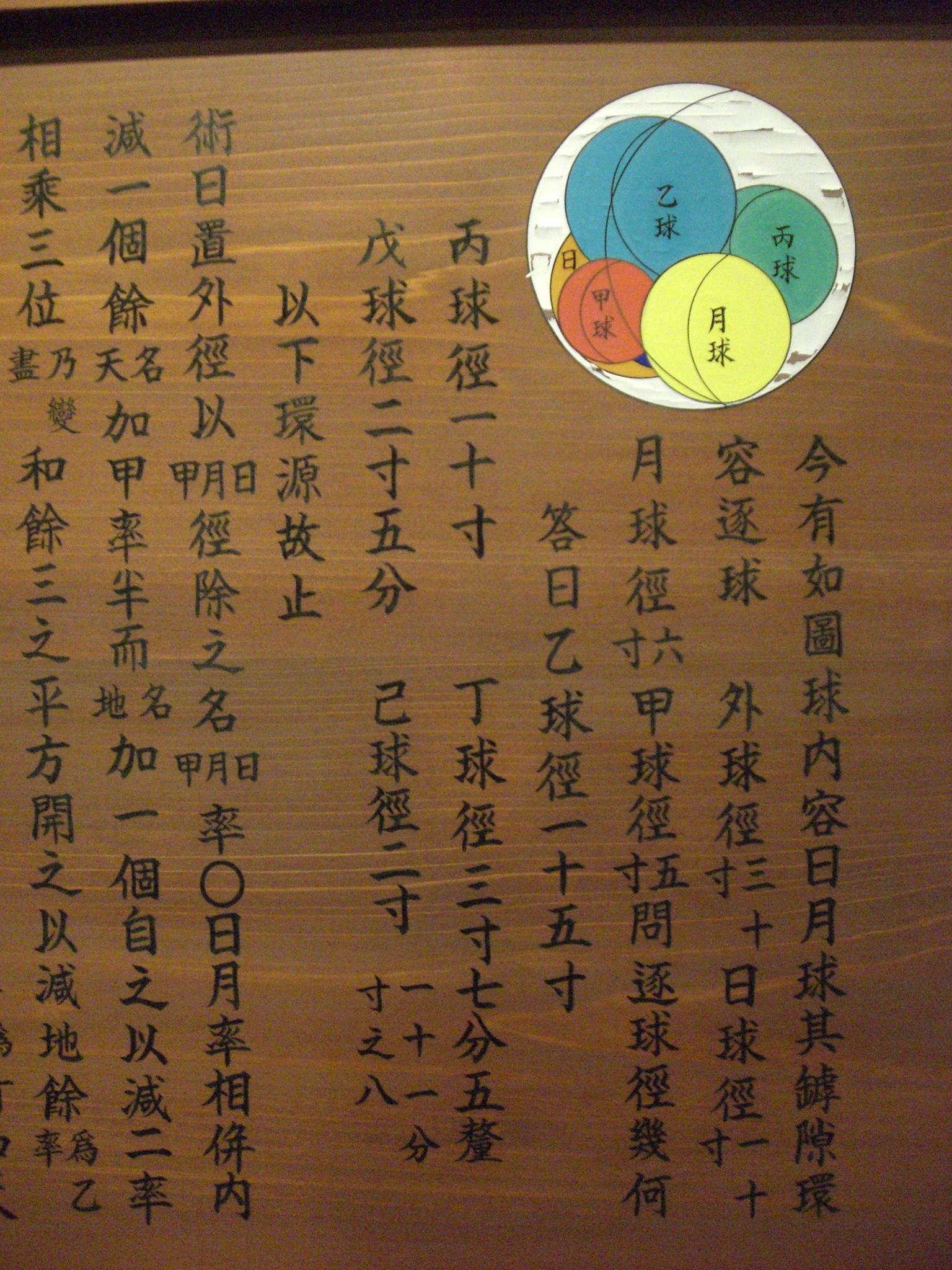
Reconstitution d’une tablette sangaku représentant un hexlet de Soddy au musée Hōtoku du Samukawa-jinja.

Les sangaku ou san gaku (算額, littéralement : tablettes mathématiques) sont des tablettes de bois votives présentes dans certains temples japonais et figurant des énigmes de géométrie euclidienne gravées. Ces objets établissent un lien avec la vie artistique et la vie religieuse par le biais des mathématiques. Elles apparurent durant l'époque d'Edo (1603-1867) et furent fabriquées par des membres de toutes les classes sociales.

## Historique
Pendant l'époque d'Edo, le Japon était complètement isolé du reste du monde (sakoku), si bien que les tablettes furent créées en utilisant les mathématiques japonaises (wasan), sans influence de la pensée mathématique occidentale[pertinence contestée]. Par exemple, la connexion fondamentale entre une intégrale et sa dérivée était inconnue, de sorte que les problèmes des sangaku sur les aires et les volumes étaient résolus par l'expansion de séries infinies et le calcul terme par terme[réf. nécessaire]. Ce fut une période d’intense création culturelle, au sens large, avec l’apparition d'autres formes d’art profondément originales : le théâtre kabuki, le bunraku (théâtre de marionnettes), l’ukiyo-e (estampes). Les Japonais tirèrent profit des héritages culturels chinois ramenés du continent. Certains ouvrages de mathématiques leur furent d'abord incompréhensibles et furent ensuite lentement assimilés.
C'est à cette époque, au cours du XVIIe siècle, que se développe la mode des sangaku. Ces problèmes mathématiques étaient peints en couleur sur des tablettes de bois, On y trouvait en général une illustration, l'énoncé du problème, la formule de résolution, la date de création, l'auteur du problème et son école d'origine. Elles étaient suspendues à l'entrée de temples et d'autels shintoïstes (jinja) en offrande aux divinités locales. Selon certaines sources, il s'agissait de montrer le talent d'un maître mathématicien à la vue du plus grand nombre ; d'autres pensent qu'il s'agissait aussi d'ex-voto, à classer dans les emas, à la fois offrande religieuse et manifestation artistique.
Ce mouvement prend de l'ampleur entre 1790 et 1840. La tradition perdure durant l'ère Meiji avant de pratiquement disparaître au début du XXe siècle. On estime à plusieurs milliers le nombre de tablettes créées durant la période Edo. Les tablettes de bois, de nature éphémère, sont reproduites dans des recueils dès la fin du XVIIIe siècle. Beaucoup de ces tablettes ont été perdues après la période de modernisation qui succéda à l'époque d'Edo, mais environ 900 ont pu être conservées, dont la plus ancienne date de 1683. Les sangaku furent publiées pour la première fois[réf. nécessaire] aux États-Unis en 1989 par Hidetoshi Fukagawa, professeur de mathématiques de lycée, et par Daniel Pedoe, dans un livre intitulé Japanese Temple Geometry Problems.

## Types de problèmes
Les tablettes sangaku présentent souvent des figures simples où l'esthétique des formes est déterminante dans le choix des problèmes. On y retrouve particulièrement des polygones et des polyèdres simples ou réguliers, des cercles, des ellipses, des sphères et des ellipsoïdes. Le paraboloïde et les différentes coniques y font leur apparition aussi. Le cylindre intervient surtout pour créer l'ellipse par intersection avec le plan. Les transformations affines sont utilisées pour passer du cercle à l'ellipse. Des problèmes concernent par exemple plusieurs cercles mutuellement tangents ou plusieurs cercles tangents avec une ellipse.

## Quelques exemples

### Tablette de 1820

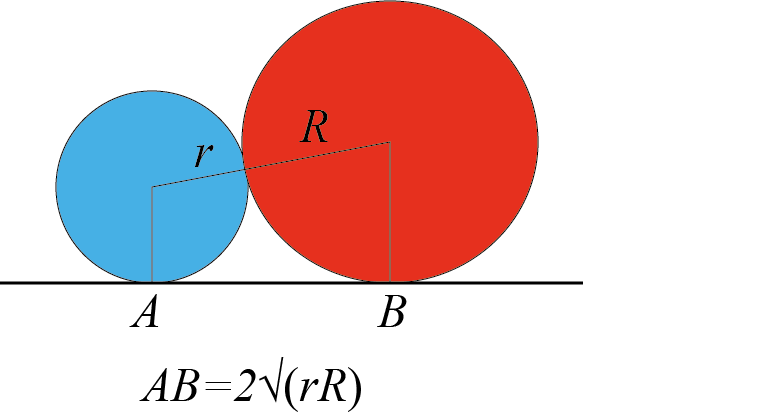

Elle est exposée dans la préfecture de Miyagi.
L'énigme consiste à démontrer que la distance entre les points de contact d'une tangente commune extérieure à deux cercles tangents extérieurement de rayons {\displaystyle r,R} est égale à {\displaystyle 2{\sqrt {rR}}} .

### Tablette de 1824

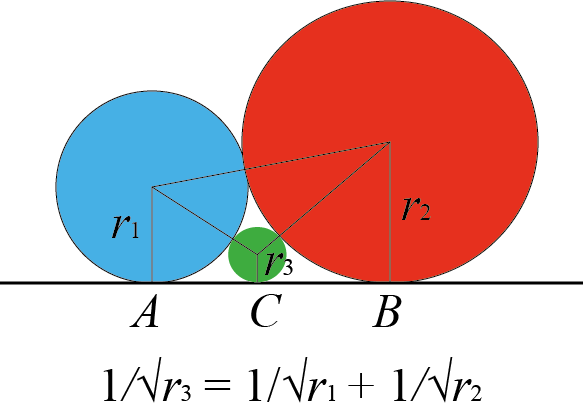

Elle est exposée dans la ville de Takasaki (préfecture de Gunma).
L'énigme comporte une figure avec
- l'énoncé : comme sur le dessin, sur une ligne droite sont posés deux cercles, un grand et un moyen. Entre les deux est contenu un petit cercle. Le diamètre[10] du grand cercle est 36, le diamètre du cercle moyen est 9. Quel est le diamètre du petit ?
- la réponse : le diamètre du petit cercle est 4.
- la procédure : multiplie le diamètre du grand cercle et du petit cercle, c'est le ciel[11]. Prends en la racine carrée, multiplie-la par 2, ajoute les diamètres du grand et du moyen cercle. Divise le ciel par le résultat, tu obtiens le diamètre du petit cercle[12].

La relation est aussi un cas particulier de celle de Descartes.

### Tablette de 1814

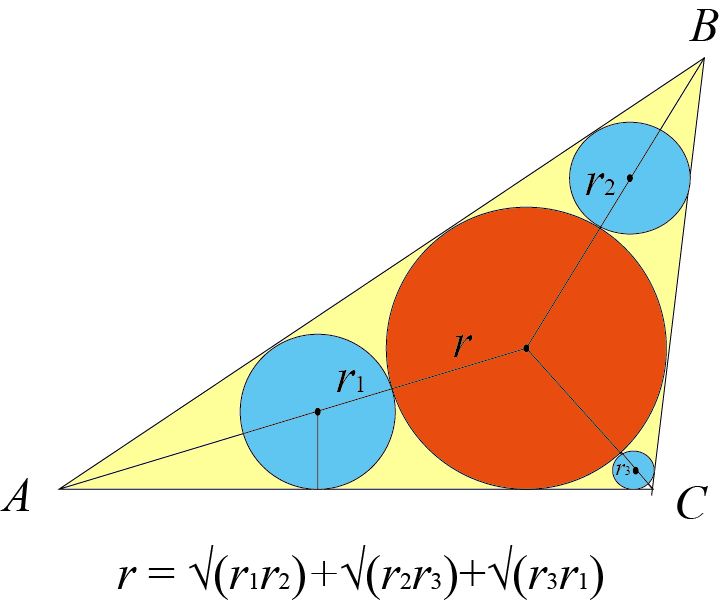

Elle est exposée dans la préfecture de Chiba.
L'énigme consiste à démontrer la relation indiquée dans la figure.

### Tablette de 1788

Sangaku de Hotta Jinsuke (1788). Quels sont les rayons des cercles bleus ?

Un problème plus complexe est l'œuvre de Hotta Jinsuke de l'école Fujita dans la préfecture de Tokyo en 1788, retranscrite par Fujita Kagen, dans son Shinpeki Sanpo de 1789, et qui fit la couverture du Scientific American et celle de Pour la science en 1998. Il met en jeu un disque de rayon 1 dans lequel on coince deux disques de rayon 1/2 (ou de courbure 2, la courbure étant l'inverse du rayon), on crée une chaîne de Pappus, faite de cercles tangents au grand cercle et au cercle de rayon 1/2, le premier cercle étant l'autre cercle de rayon 1/2 et chaque nouveau cercle étant aussi tangent au cercle précédent de cette chaîne. On obtient une série de disques (colorés en rouge) de courbures entières : 3, 6, 11, 18, 27, etc., qui forment la suite {\displaystyle (n^{2}+2)}. On construit ensuite une seconde série de cercles tangents au même cercle de rayon 1/2 et à deux cercles consécutifs de la chaîne de Pappus (colorés en bleu). Les courbures sont égales à 15, 23, 39, 63, etc., qui forment la suite {\displaystyle ((2n-1)^{2}+14)},  A242412. Cette construction remarquable, qui fait intervenir une infinité de quadruplets de cercles mutuellement tangents (satisfaisant donc à la relation de Descartes), ne contient que des cercles aux courbures entières. Le problème demandait simplement quel était le rayon d'un cercle d'une des séries interstitielles.
Une autre tablette similaire (1814, préfecture de Gunma) propose une énigme où le premier cercle de la chaîne est tangent au diamètre prolongé du cercle intérieur de départ.
Ce problème est à rapprocher des cercles d'Apollonius.

### Problème résolu seulement en 2018
Un problème collecté par le mathématicien Yamaguchi Kanzan entre 1817 et 1828, concernant une ellipse et trois disques inscrits dans un triangle rectangle, n'a été résolu qu'en 2018 dans un article de dix pages.